# 台北市立建国高級中学
台北市立建国高級中学（たいぺいしりつ けんこくこうきゅうちゅうがく、英: Taipei Municipal Chien Kuo Senior High School）略して建国高校は、台湾台北市にある全日制の公立高級中学（日本の高等学校に相当）である。
男子校であり、1898年に創立された台湾最古の公立高校である。
1910年に建てられた紅楼を設計したのは近藤十郎である。
戦前の日本時代までは、「台北一中」の略称と共に、台湾の筆頭中学校として知られていた。
現代までノーベル賞受賞者、チューリング賞受賞者、中華民国総統、各県市知事が輩出し、自由な学風を持ち、最難関のエリート男子校として台湾に知られている。
台湾全国一斉高校入学試験（国民中学学生基本学力測験）の実施以来、全科目の得点がPR値99（日本の偏差値71）、すなわち全国にて上位1％以内の成績の男子しか入学できないため、台湾大学への入学者数も全国トップにある。
一方、課外スポーツの面でも、戦前日本時代の第17回・第23回の全国中等学校蹴球大会(現在の全国高等学校ラグビーフットボール大会)優勝校、野球の甲子園大会5回出場（第9回、第15回、第16回、第24回、第26回）して知られている。

## 沿革

日本統治の学校の紋章

| 年     | 月日 | 事跡                                         |
| ------ | ---- | -------------------------------------------- |
| 1898年 | -    | 国語学校第四附属学校増設尋常中等科として開校 |
| 1916年 | -    | 台北中学校と改称                             |
| 1920年 | -    | 台北州立台北第一中学校と改称                 |
| 1945年 | -    | 台湾省立台北建国中学と改称                   |
| 1967年 | -    | 台北市立建国高級中学と改称                   |

## 組織
日本の石川県立金沢泉丘高等学校、愛媛県立松山南高等学校、山形県立致道館中学校高等学校と姉妹校。

## 歴代校長
| 区分                 | 代       | 氏名       | 期間                          | 備考                           |
| -------------------- | -------- | ---------- | ----------------------------- | ------------------------------ |
| 日本統治時代         | 第一代   | 町田則文   | 1898年 - 1902年               |                                |
| 日本統治時代         | 第二代   | 田中敬一   | 1902年 - 1907年               |                                |
| 日本統治時代         | 第三代   | 本庄太一郎 | 1907年 - 1908年               |                                |
| 日本統治時代         | 第四代   | 本庄太一郎 | 1908年 - 1911年               |                                |
| 日本統治時代         | 第五代   | 広江万次郎 | 1911年5月25日 - 1912年5月28日 | 総督府中学校長事務取扱         |
| 日本統治時代         | 第六代   | 土屋員安   | 1912年5月28日 - 1916年3月20日 |                                |
| 日本統治時代         | 第七代   | 松村伝     | 1916年3月20日 - 1925年        |                                |
| 日本統治時代         | 第八代   | 浜武元次   | 1925年 - 1931年               |                                |
| 日本統治時代         | 第九代   | 十倉精一   | 1931年 - 1934年               |                                |
| 日本統治時代         | 第十代   | 高橋隆     | 1934年 - 1938年               |                                |
| 日本統治時代         | 第十一代 | 渡辺節治   | 1938年 - 1942年               |                                |
| 日本統治時代         | 第十二代 | 森長整     | 1942年 - 1944年               |                                |
| 日本統治時代         | 第十三代 | 志波俊夫   | 1944年 - 1945年               |                                |
| 中華民国時代（現代） | 第一任   | 張耀堂     | 1945年 - 1946年               |                                |
| 中華民国時代（現代） | 第二任   | 陳文彬     | 1946年 - 1947年               |                                |
| 中華民国時代（現代） | 第三任   | 孫嘉時     | 1947年 - 1948年               |                                |
| 中華民国時代（現代） | 第四任   | 梁恵溥     | 1948年 - 1949年               |                                |
| 中華民国時代（現代） | 第五任   | 賀翊新     | 1949年 - 1955年               |                                |
| 中華民国時代（現代） | 第六任   | 凌孝芬     | 1955年 - 1957年               |                                |
| 中華民国時代（現代） | 第七任   | 賀翊新     | 1957年 - 1967年               |                                |
| 中華民国時代（現代） | 第八任   | 崔徳礼     | 1967年 - 1972年               |                                |
| 中華民国時代（現代） | （代理） | 王蕪先     | 1972年 - 1973年               |                                |
| 中華民国時代（現代） | 第九任   | 黄建斌     | 1973年 - 1986年               |                                |
| 中華民国時代（現代） | 第十任   | 李大祥     | 1986年 - 1989年               |                                |
| 中華民国時代（現代） | 第十一任 | 劉玉春     | 1989年 - 1996年               |                                |
| 中華民国時代（現代） | 第十二任 | 李錫津     | 1996年 - 1999年               |                                |
| 中華民国時代（現代） | 第十三任 | 呉武雄     | 1999年 - 2008年               |                                |
| 中華民国時代（現代） | 第十四任 | 蔡炳坤     | 2008年 - 2010年               | ポジション変更 →台中市副知事   |
| 中華民国時代（現代） | （代理） | 徐建国     | 2010年 - 2011年               | 教務主任からの代理             |
| 中華民国時代（現代） | 第十五任 | 陳偉泓     | 2011年 - 2015年               | 退職                           |
| 中華民国時代（現代） | 第十六任 | 徐建国     | 2015年 - 2022年               | 私立衛理女子高級中学校長に就任 |
| 中華民国時代（現代） | 第十七任 | 莊智鈞     | 2022年 - 今                   | 台北市立大同高級中学から転校   |

## 著名な出身者
戦前（国語学校附属中学時代）
- 速水和彦（台湾総督府交通局鉄道部技師で工作課および運転課長、台北帝国大学およびその後身となる国立台湾大学教授。ただし在籍中に日本の中学校へ転校している）

戦前（台北一中時代）
- 石橋政嗣
- 尾崎秀実
- 園部逸夫
- 宮崎剛
- 山本英一郎
- 千早正隆
- 亀山孝一
- 外尾健一

戦後
- サミュエル・ティン（丁肇中）
- アンドリュー・チーチー・ヤオ（姚期智）
- 朱立倫
- 頼清徳
- 鄭文燦
- 林佳龍
- 黄偉哲
- 黄国昌
- 蔣万安
- 盧彦勳
- 辰亦儒（飛輪海）
- 方奎棠(方Q) (宇宙人)
- 林忠諭(小玉) (宇宙人)
- 陳奎言(阿奎) (宇宙人)
- 陳時中
- 王必勝
- 羅一鈞